# Las Quintas Fronterizas
Las Quintas Fronterizas es un lugar designado por el censo ubicado en el condado de Maverick en el estado estadounidense de Texas. En el Censo de 2010 tenía una población de 3.290 habitantes y una densidad poblacional de 2.016,31 personas por km².

## Geografía
Las Quintas Fronterizas se encuentra ubicado en las coordenadas 28°41′25″N 100°28′6″O / 28.69028, -100.46833. Según la Oficina del Censo de los Estados Unidos, Las Quintas Fronterizas tiene una superficie total de 1.63 km², de la cual 1.63 km² corresponden a tierra firme y (0.32%) 0.01 km² es agua.

## Demografía
Según el censo de 2010, había 3.290 personas residiendo en Las Quintas Fronterizas. La densidad de población era de 2.016,31 hab./km². De los 3.290 habitantes, Las Quintas Fronterizas estaba compuesto por el 95.35% blancos, el 0.21% eran afroamericanos, el 0.24% eran amerindios, el 0.21% eran asiáticos, el 0.06% eran isleños del Pacífico, el 3.34% eran de otras razas y el 0.58% pertenecían a dos o más razas. Del total de la población el 98.69% eran hispanos o latinos de cualquier raza.